# Lijst van vlaggen van Myanmar
Dit is een lijst van vlaggen van Myanmar.

## Nationale vlag (perFIAV-codering)
|          | Civiele vlag | Staatsvlag | Oorlogsvlag |
| -------- | ------------ | ---------- | ----------- |
| Te land  | · ?          | · ?        | · ?         |
| Te water | · ?          | · ?        | · ?         |

## Vlaggen van politieke partijen
| Vlag | Periode   | Functie                                             | Beschrijving |
| ---- | --------- | --------------------------------------------------- | ------------ |
|      | 1962-1988 | Vlag van de Birmese Socialistische Programma Partij |              |
|      | 1939-1970 | Vlag van de Communistische Partij van Birma         |              |
|      |           | Vlag van de Nationaal Democratische Alliantie       |              |
|      |           | Vlag van de New Mon State Party                     |              |

### Politieke partijen van etnische minderheden
| Vlag | Periode | Functie                                        | Beschrijving |
| ---- | ------- | ---------------------------------------------- | ------------ |
|      |         | Vlag van de Karenni National Progressive Party |              |
|      |         | Vlag van de National United Party of Arakan    |              |

## Vlaggen van afscheidingsbewegingen
| Vlag | Periode   | Functie                                         | Beschrijving |
| ---- | --------- | ----------------------------------------------- | ------------ |
|      | 1985-1992 | Vlag van de United Shan State Patriotic Council |              |
|      |           | Vlag van het Kachin Independence Army           |              |
|      |           | Vlag van het Karen National Liberation Army     |              |